# Dendronephthya manyanensis
Dendronephthya manyanensis is een zachte koraalsoort uit de familie Nephtheidae. De koraalsoort komt uit het geslacht Dendronephthya. Dendronephthya manyanensis werd in 1933 voor het eerst wetenschappelijk beschreven door Roxas. 